# Церковь Первенства Апостола Петра
Церковь первенства Апостола Петра — католическая церковь в Табхе, Израиль, воздвигнутая на месте, где согласно христианской традиции Иисус Христос после Своего Воскресения разделил с учениками трапезу после чудесного лова множества рыбы, во время этой трапезы восстановив апостола Петра в апостольском достоинстве после его отречения и поручив ему «Паси овец Моих». Данным событиям посвящена заключительная, 21-я глава Евангелия от Иоанна (Ин. 21). Второе название церкви — Mensa Christi (Стол Христов) по имени скалы, находящейся внутри церкви и на которой по преданию проходила та самая трапеза. Церковь действующая, принадлежит Кустодии Святой Земли ордена францисканцев.

## Расположение
Церковь расположена в районе известном как Табха, на северо-западном берегу Тивериадского озера (Кинерет) непосредственно рядом с берегом озера. До 1948 года здесь существовала арабская деревня, однако после арабо-израильской войны место покинуто. Рядом с церковью первенства Апостола Петра расположена Церковь Умножения Хлебов и Рыб (примерно в 200 м дальше от берега). Ранее церковь находилась у самого берега, так что при высокой воде волны доставали до её стен. Из-за обмеления Тивериадского озера в настоящее время вода несколько отступила и между храмом и линией воды образовался небольшой пляж.

## История

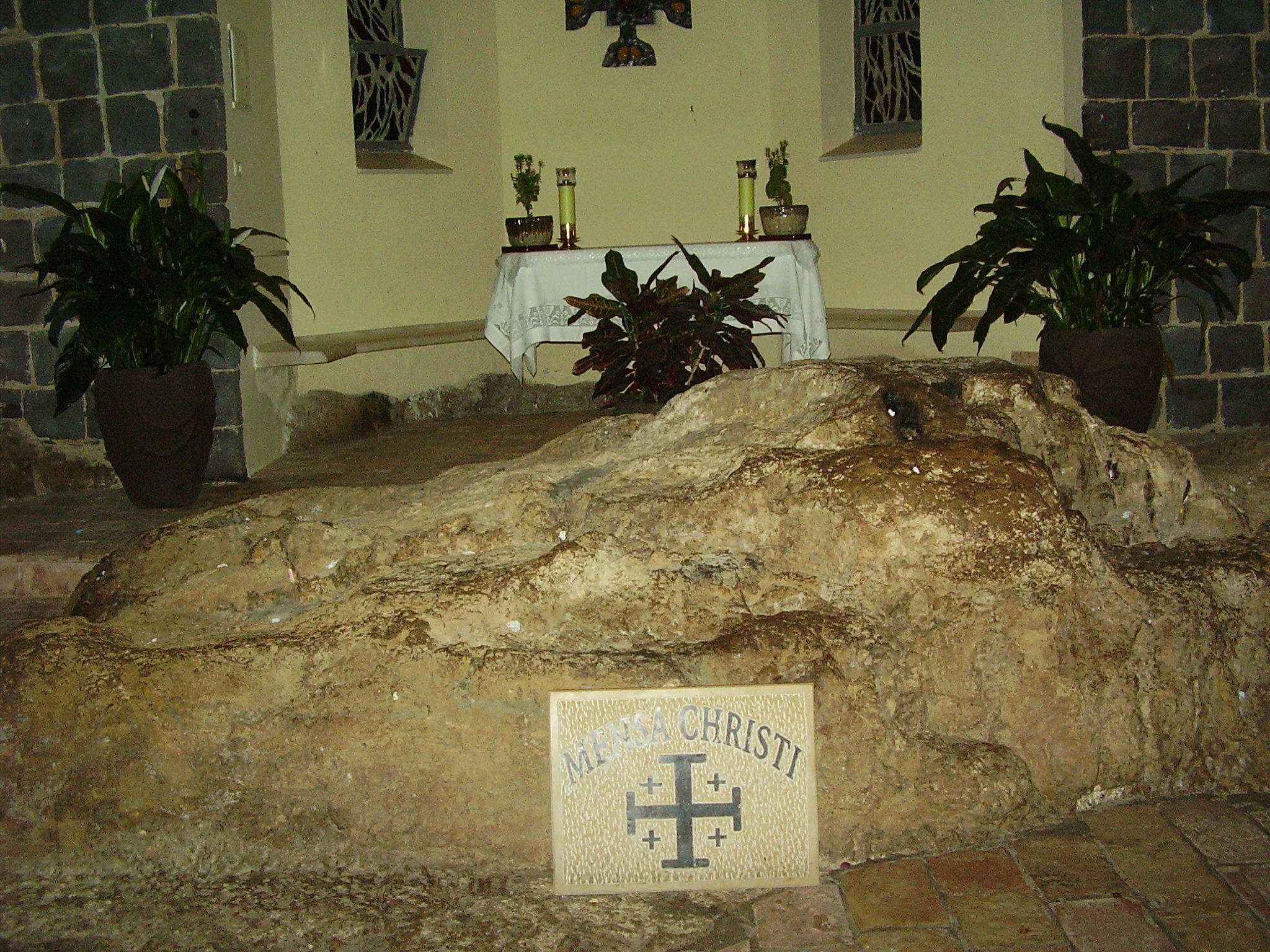
Скала Mensa Christi в алтаре

Паломница IV века Эгерия упоминает о почитаемой скале на берегу озера рядом с церковью Умножения. В конце IV веке на этом месте уже существовала церковь. В восточной части церкви находилась плоская скала, на которой согласно христианской традиции состоялась заключительная трапеза Христа с учениками в Евангелии от Иоанна. Впоследствии церковь многократно разрушалась и перестраивалась. В 1099 году крестоносцы обнаружили здесь только руины. Крестоносцы восстановили храм, однако после поражения крестовых походов церковь была полностью разрушена мамлюками в 1263 году.
Попытки восстановить христианское святилище на берегу Тивериадского озера предпринимались с XVI века, в XVIII веке участок земли с руинами старой церкви был выкуплен орденом францисканцев, здесь была сооружена небольшая часовня. Современное здание храма построено в 1933 году.

## Архитектура

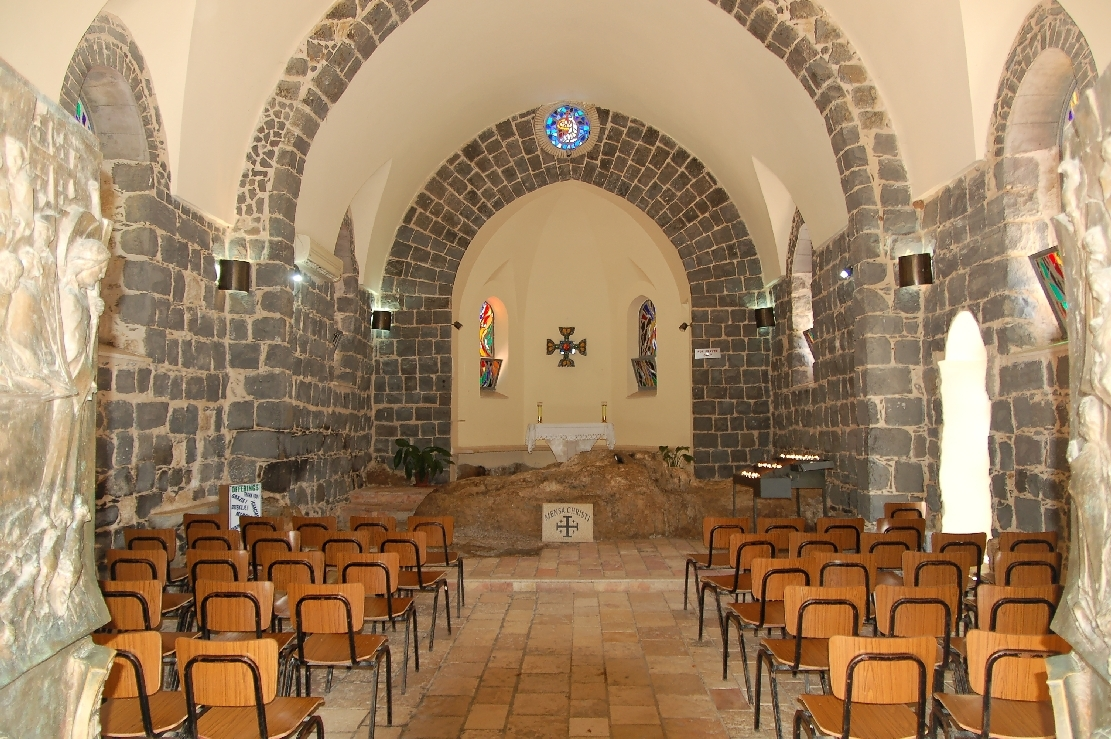
Интерьер

Церковь имеет небольшие размеры, выполнена из серого камня, имеет одну невысокую колокольню, увенчанную крестом, которая находится над юго-восточным углом здания.
Интерьер церкви строг и практически лишён декора. Главным почитаемым местом церкви служит скала в алтарной части, «стол Христов». В западной части стены современной церкви частично опираются на сохранившиеся фрагменты стен церкви IV века.
В скале, на которой стоит церковь, вырублены древние ступени, о которых упоминает Эгерия. Ниже ступеней на земле лежат камни в форме сердца, известные как «Двенадцать престолов». Вероятно они были взяты из разрушенных зданий и помещены сюда в память 12 апостолов.